# Tüdeviin Üitümen
Tüdeviin Üitümen (mongol: Түдэвийн Үйтүмэн, sovint citat com a Tudev Ujtumen; 27 d'agost de 1939 – mort el 1993) fou un jugador d'escacs mongol. Va esdevenir el primer Mestre Internacional de Mongòlia el 1965.

## Resultats destacats en competició
El 1969, va guanyar el torneig Zonal de l'Àsia occidental a Singapur. Va empatar als llocs 20è-22è a l'Interzonal de Palma de 1970 (guanyat per Bobby Fischer).
En altres torneigs internacionals, fou 15è a Sotxi 1964 (Memorial Txigorin, el guanyador fou Nikolai Krogius); fou 15è a Sotxi 1965 (Memorial Txigorin, els guanyadors foren Wolfgang Unzicker i Borís Spasski); fou 9è a l'Havana 1967 (4t campionat de l'exèrcit, el guanyador fou Vlastimil Hort); empatà als llocs 11è-13è a Tbilisi 1971 (Memorial Goglidze); i fou 9è a Dubna 1973 (guanyaren Mikhail Tal i Ratmir Kholmov).
Ujtumen va guanyar tres cops el Campionat d'escacs de Mongòlia, el 1972, 1978 i 1986. Va jugar sis Olimpíades d'escacs representant Mongòlia (1964–1974), i hi va guanyar la medalla d'or individual al segon tauler (+11 −1 =5) a Tel-Aviv 1964 i la d'argent al segon tauler (+12 −3 =3) a Siegen 1970.